# کمیته بین‌المللی طبقه‌بندی ویروس‌ها
کمیتهٔ بین‌المللی طبقه‌بندی ویروس‌ها (به انگلیسی: International Committee on Taxonomy of Viruses) و به اختصار (ICTV) تشکلی است که طبقه‌بندی و نام‌گذاری ویروس‌ها را سرپرستی و سازمان‌دهی می‌کند. ICTV، یک نظام طبقه‌بندی جهانی برای ویروس‌ها ایجاد کرده‌است، بنابراین از این طریق می‌تواند هر ویروسی را که بر موجودات زنده تأثیر می‌گذارد، توصیف، نام‌گذاری و طبقه‌بندی مناسب کند. اعضای این کمیته، متخصصان ویروس‌شناسی هستند. ICTV از بخش ویروس‌شناسی اتحادیه بین‌المللی جوامع میکروبیولوژی منشعب شده و اداره می‌شود. کارهای دقیق و جزئی، مانند تعیین مرزهای گونه‌های درون یک خانواده، به‌طور معمول توسط گروه‌های متخصص در خانواده‌های مختلف ویروسی، انجام می‌شود.

## تاریخچه
طبقه‌بندی بین‌المللی ویروس‌ها، گروهی بود که در سال ۱۹۶۶ برای استانداردسازی نام‌گذاری ویروس‌ها تأسیس شد. این گروه در سال ۱۹۷۵ به کمیته بین‌المللی طبقه‌بندی ویروس‌ها تغییر نام داد.
در سال ۱۹۷۱ طبقه‌بندی ICTV برای ویروس‌های بیماری‌زا در مهره‌داران، شامل ۱۹ سرده، ۲ خانواده و ۲۴ گروه طبقه‌بندی نشدهٔ دیگر بود.